# 英陽郡
英陽郡（ヨンヤンぐん）は、大韓民国慶尚北道にある郡。

## 歴史
- 新羅初期 古隠
- 高句麗長寿王の頃は高句麗領だった。
- 新羅末期 英陽
- 1018年（高麗顕宗9年） 礼州府（寧海）に編属
- 1179年（高麗明宗9年） 英陽県新設、別名益陽
- 1413年（朝鮮太宗13年）寧海府編属
- 1683年（朝鮮粛宗9年）英陽県復県
- 1895年旧暦閏5月1日 - 安東府英陽郡[2]
- 1896年8月4日 - 慶尚北道英陽郡[3]
- 1914年4月1日 - 郡面併合により、真宝郡の北面および東面の一部を編入。英陽郡に以下の面が成立。[4][5]（6面）
  - 英陽面・立岩面・青杞面・日月面・首比面・石保面

| 慶尚北道令第2号 |            |                                                                                |
| 旧行政区域      | 新行政区域 | 新行政区域                                                                     |
| 英陽郡邑内面    | 英陽面     | 감천동、동부동、서부동、전곡동、현동、황룡동                                   |
| 英陽郡東面      | 英陽面     | 대천동、무창동、무학동、삼지동、상원동、하원동、화천동                         |
| 英陽郡南面      | 立岩面     | 금학동、대천동、신구동、신사동、양항동、연당동                                 |
| 真宝郡北面      | 立岩面     | 교동、노달동、方田洞、병옥동、산해동、삼산동、흥구동                           |
| 英陽郡首比面    | 首比面     | 계동、발리동、수하동、신암동、신원동、오기동                                   |
| 英陽郡北初面    | 首比面     | 岐山洞、송하동、죽파동                                                         |
| 英陽郡北初面    | 日月面     | 가천동、곡강동、도계동、문암동、섬촌동、오리동、용화동、칠성동                 |
| 英陽郡北二面    | 日月面     | 가곡동、도곡동、주곡동                                                         |
| 英陽郡青初面    | 青杞面     | 구매동、상청동、저동、정족동、청기동、토곡동、토구동                           |
| 英陽郡青二面    | 青杞面     | 기포동、당동、무진동、사동、산운동、행화동                                     |
| 英陽郡石保面    | 石保面     | 답곡동、北渓洞、소계동、신평동、羊邱洞、요원동、院里洞、주남동、지경동、홍계동 |
| 真宝郡東面      | 石保面     | 삼의동、포산동、택전동、화매동                                                 |
- 1963年1月1日 - 蔚珍郡温井面本新里が首比面に編入。（6面）
- 1979年5月1日 - 英陽面が英陽邑に昇格。（1邑5面）
- 1983年2月15日 - 立岩面の一部（興邱洞・方田里の各一部）が真宝面に編入。（1邑5面）
- 1987年7月1日（1邑5面）
  - 石保面羊邱洞・首比面岐山洞が英陽邑に編入。
  - 立岩面方田洞の一部が石保面に編入。
  - 石保面北渓洞が玉渓里に改称。
- 1994年12月26日 - 蔚珍郡西面王避里の一部が首比面に編入。（1邑5面）

## 行政

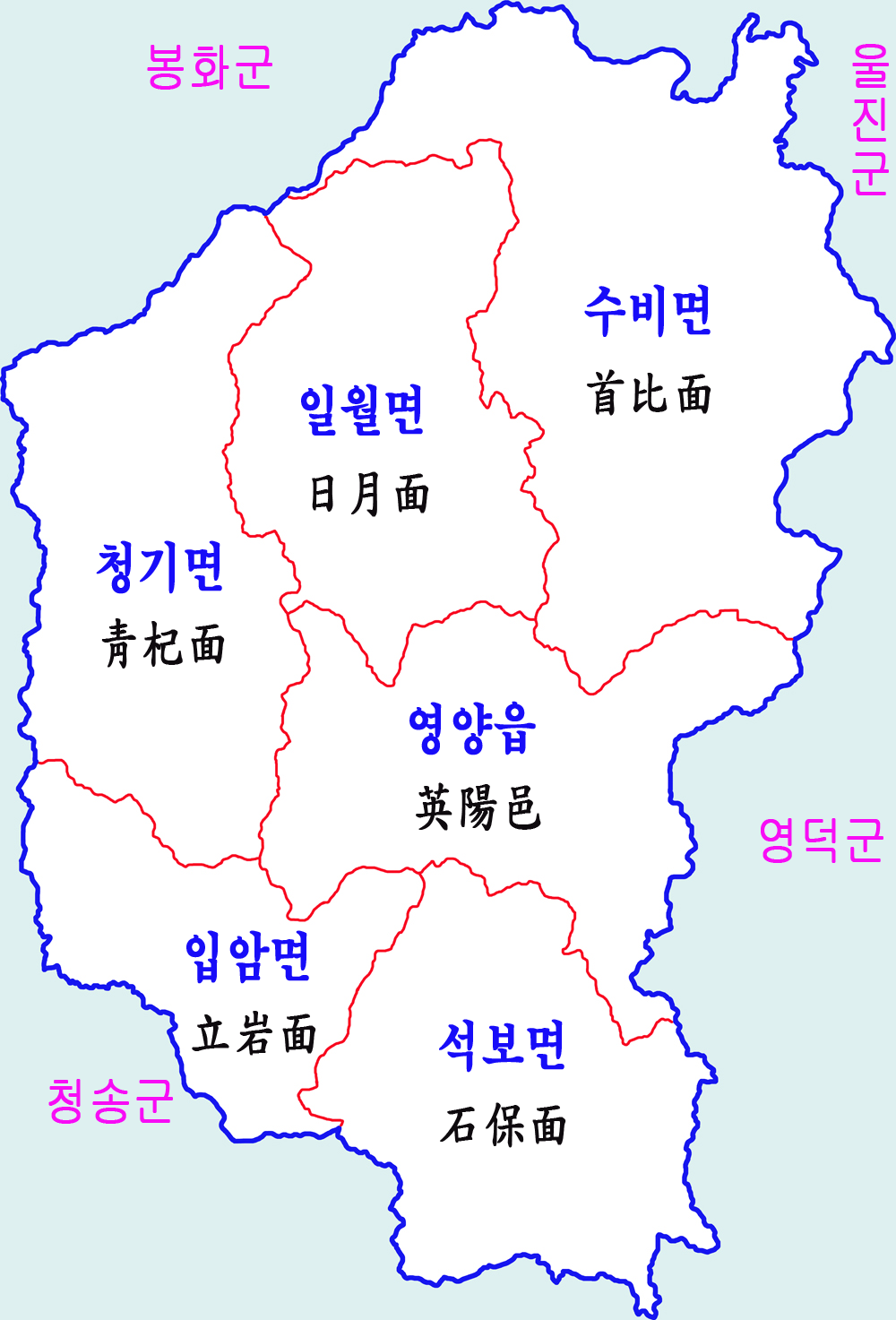
行政区域図

### 行政区域
| 邑・面 | 法定里 |
| ------ | --- |
| 英陽邑 | 甘川里、岐山里、大川里、東部里、茂蒼里、舞鶴里、三池里、上元里、西部里、羊邱里、前谷里、下院里、県里、化川里、黄龍里 |
| 立岩面 | 橋里、琴鶴里、老達里、大泉里、方田里、屏玉里、山海里、三山里、新邱里、新泗里、蓮塘里、良項里、興邱里                 |
| 青杞面 | 九梅里、幾浦里、唐里、無尽里、寺里、山雲里、上青里、苧里、正足里、青杞里、土谷里、土邱里、杏花里                     |
| 日月面 | 佳谷里、佳川里、曲江里、道渓里、道谷里、門岩里、剡村里、梧里里、龍化里、注谷里、七星里                               |
| 首比面 | 桂里、発里里、本新里、松下里、水下里、新岩里、新院里、五基里、竹坡里                                                 |
| 石保面 | 畓谷里、三宜里、素渓里、新坪里、玉渓里、腰院里、院里里、周南里、地境里、宅田里、葡山里、洪渓里、花梅里               |

### 警察
- 英陽警察署